# Chartreuse de Coventry
La chartreuse de  Coventry, également connue sous le nom de Sainte-Anne de Coventry, est un ancien monastère chartreux, bâtiment classé à Coventry, dans les West Midlands en Angleterre .

## Histoire
La chartreuse est fondée vers 1375 par Robert Palmer, curé d'un village voisin, qui selon une vielle légende, s'étant rendu en Terre-Sainte, forme le projet de s'y fixer; mais une voix intérieure lui fait comprendre qu'il doit retourner dans son pays et se consacrer à Dieu dans l'Ordre des Chartreux et bâtir, sur sa propre paroisse, une chartreuse. William la Zouche[Lequel ?], baron Zouche de Haryngworth qui appuie le projet, obtient de Baudouin de Fréville, qu'il abandonne les 14 acres dont on a besoin pour l'installation des pères chartreux. Lord de la Zouche s'engage aussi à fournir les ressources nécessaires à l'entreprise et bien avant que la question de propriété de l’emplacement du monastère ne soit réglée, les religieux résident sept ans dans un ermitage de Sainte-Anne, dont leur maison garde le nom. Lord de la Zouche, mort inopinément laisse la fondation en péril, faute de ressources. C'est probablement à cette occasion que sont affectés à la maison de Coventry les revenus du prieuré de Totnes  au sud du Devon. Robert Palmer occupe le siège prioral  pendant 28 ans et sa Maison est terminée sans trop de retard, grâce au bon vouloir des habitants, soit de Coventry, soit des pays avoisinants.
En 1385, Richard II pose la première pierre de l’église et se déclare son fondateur. Il comble les pères de toutes sortes de faveurs. Ces largesses consistent, presque toutes, en biens ecclésiastiques étrangers et confisqués par suite de la guerre qui sévit avec la France. Un certain nombre de ces biens seront d'ailleurs, par la suite, retirés aux chartreux par Henri IV. En 1397, le Prieuré de Haugham (en) est accordé aux chartreux. Richard II lui impose l’administration d’une école dans la clôture; en 1404, le prieur reçoit celle d’un hôpital. La maison connait des difficultés économiques. À sa suppression, elle a un revenu de 251 £, mais grevé de 77 £ d’aumônes imposées. Ce sont ces charges utiles qui empêchent sa suppression avec les petites maisons religieuses ; mais, soupçonnés de pactiser avec la rébellion, les religieux doivent signer l’acte de cession en juillet 1537.

## Vestiges
Aujourd'hui, les édifices conventuels ont complètement disparu et ont fait place à une maison bourgeoise assez simple. On reconnaît cependant un vieux mur d'enceinte, une cuisine, une cellule, qui était peut-être la cellule priorale, et un escalier communiquant entre les deux.
Le bâtiment contient des ajouts des XVe et XVIe siècles, ainsi que plusieurs peintures murales datant de la même époque. Une partie de l'entrelacs ou remplage des fenêtres d'origine subsiste encore. Il a été utilisé comme résidence privée de 1848 à 1940, date à laquelle il et devenu un centre des arts et de la culture.
La chartreuse elle-même et le mur d'enceinte sont monuments classés, et l'ensemble du site est inscrit comme monument ancien. Le site a été inscrit au registre du patrimoine en péril en raison de problèmes de toiture et il appartient désormais à l'association caritative Historic Coventry Trust qui cherche à restaurer le site, grâce à des subventions du Heritage Lottery Fund (en).